# 大叶石岩枫
大叶石岩枫（学名：Mallotus repandus var. megaphyllus）为大戟科野桐属下的一个变种。

## 扩展阅读
- 維基物種上的相關：大叶石岩枫